# Ricky Mavuba
Ricky Mavuba Mafuila Ku Mbundu, conocido como Ricky Mavuba, fue un futbolista internacional con Zaire, nacido el 15 de diciembre de 1949 y murió en 1997. Es el padre del también futbolista Rio Mavuba.

## Biografía
Ricky Mavuba participó en la Copa del Mundo de 1974 en Alemania, bajo la camisa de Zaire y fue campeón de la Copa Africana de Naciones en dos ocasiones.
Él era especializado en la realización de esquinas. Incluso fue apodado ¨el asistente¨ porque sacó un pañuelo blanco antes de realizar una esquina que luego sería anotación.

## Carrera
Mediocampista del Leopardos, equipo glorioso de Zaire en 1970.
Mediocampista del AS Vita Club de Kinshasa, con el que ganó la Liga de Campeones en 1973, ganador de la CAN de 1974 de Zaire.

## Palmarés
Copa Africana de Naciones.
Ganador en 1968 contra Ghana en Etiopía. 
Ganador en 1974 contra Zambia en Egipto.
- Datos: Q650282